# Jacara
Caiman yacare
Pour les articles homonymes, voir Jacara (homonymie).
Espèce
Synonymes
- Crocodilus yacare Daudin, 1802
- Jacaretinga punctulatus Spix, 1825
- Alligator punctulatus (Spix, 1825)
- Champsa vallifrons Natterer, 1840
- Jacare longiscutata Gray, 1862
- Jacare ocellata Gray, 1862
- Jacare multiscutata Gray, 1867
- Caiman crocodilus matogrossiensis Fuchs, 1974
- Caiman crocodilus paraguaiensis Fuchs, 1974
- Caiman crocodilus yacare (Daudin, 1802)

Statut de conservation UICN

 LC  : Préoccupation mineure
Statut CITES
Caiman yacare, le Jacara  ou Caïman yacare ou Yacaré negro, est une espèce de crocodiliens de la famille des Alligatoridae.

## Description

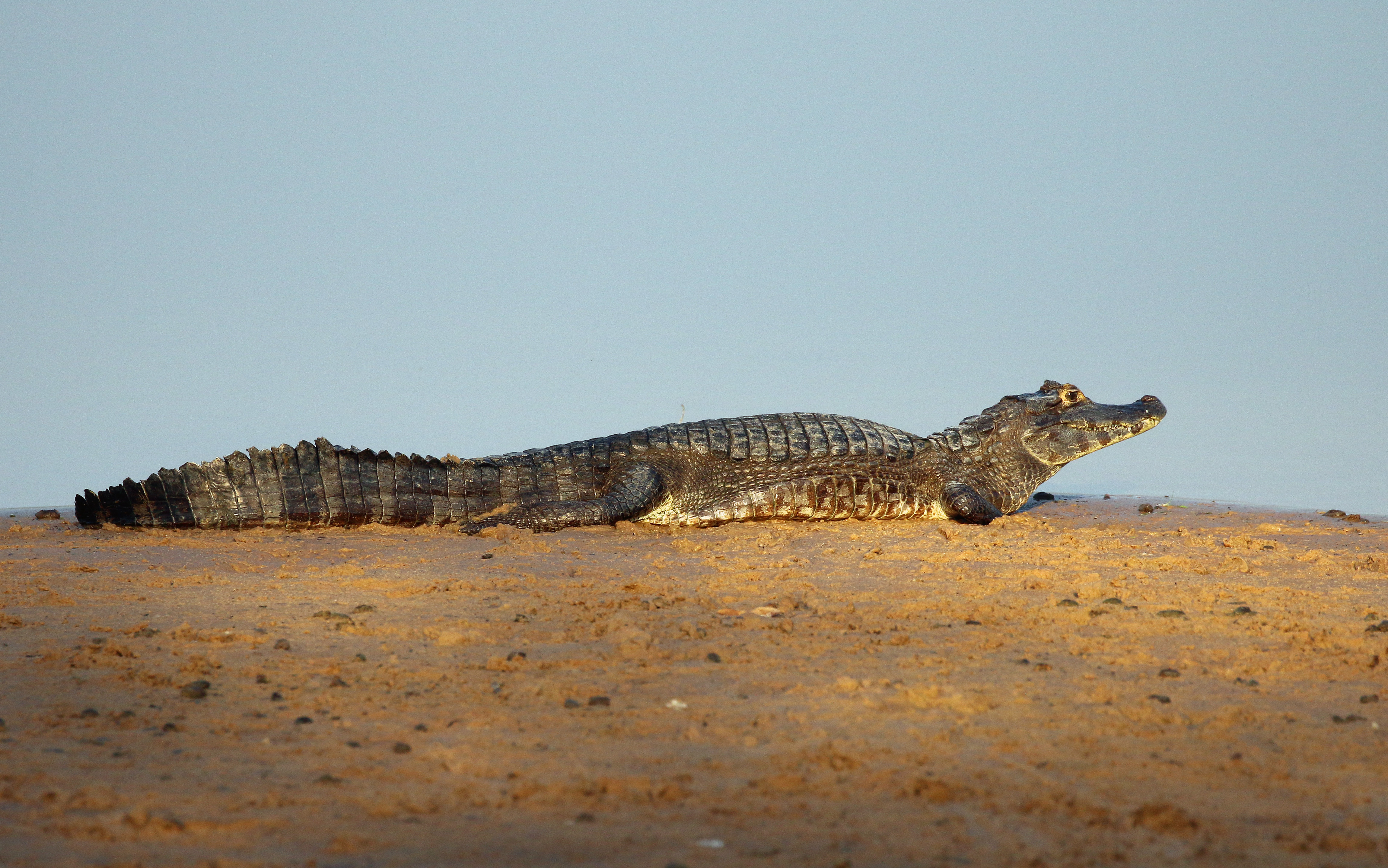
Jacara Adulte
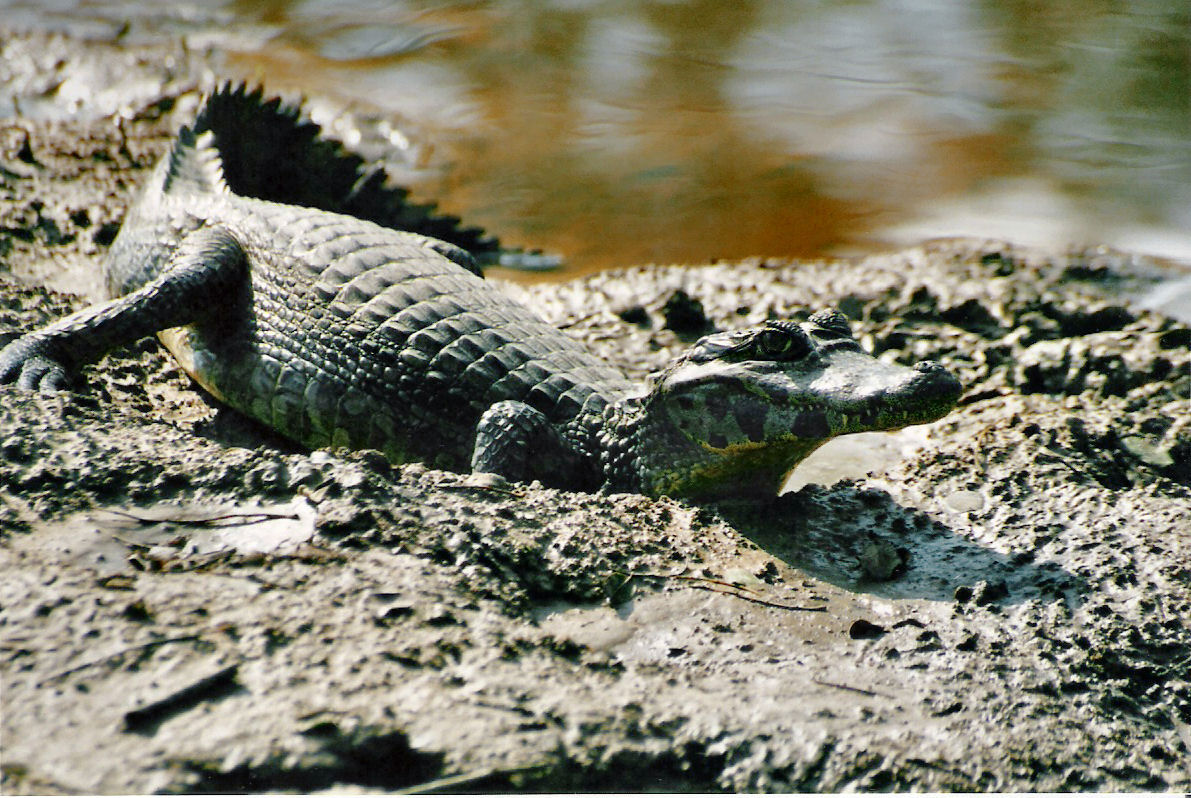
Jacara en Argentine
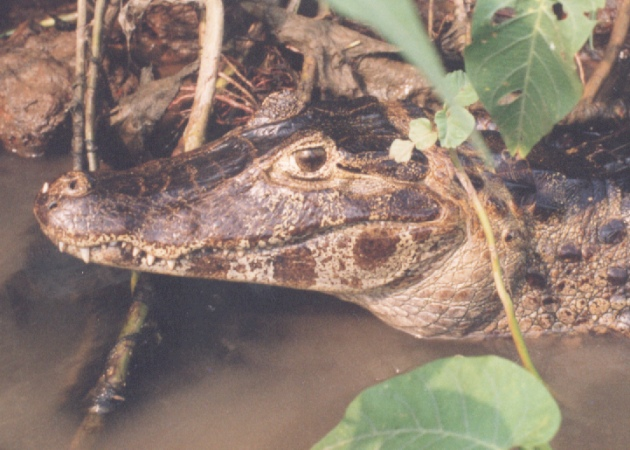
Jacara juvénile au Brésil
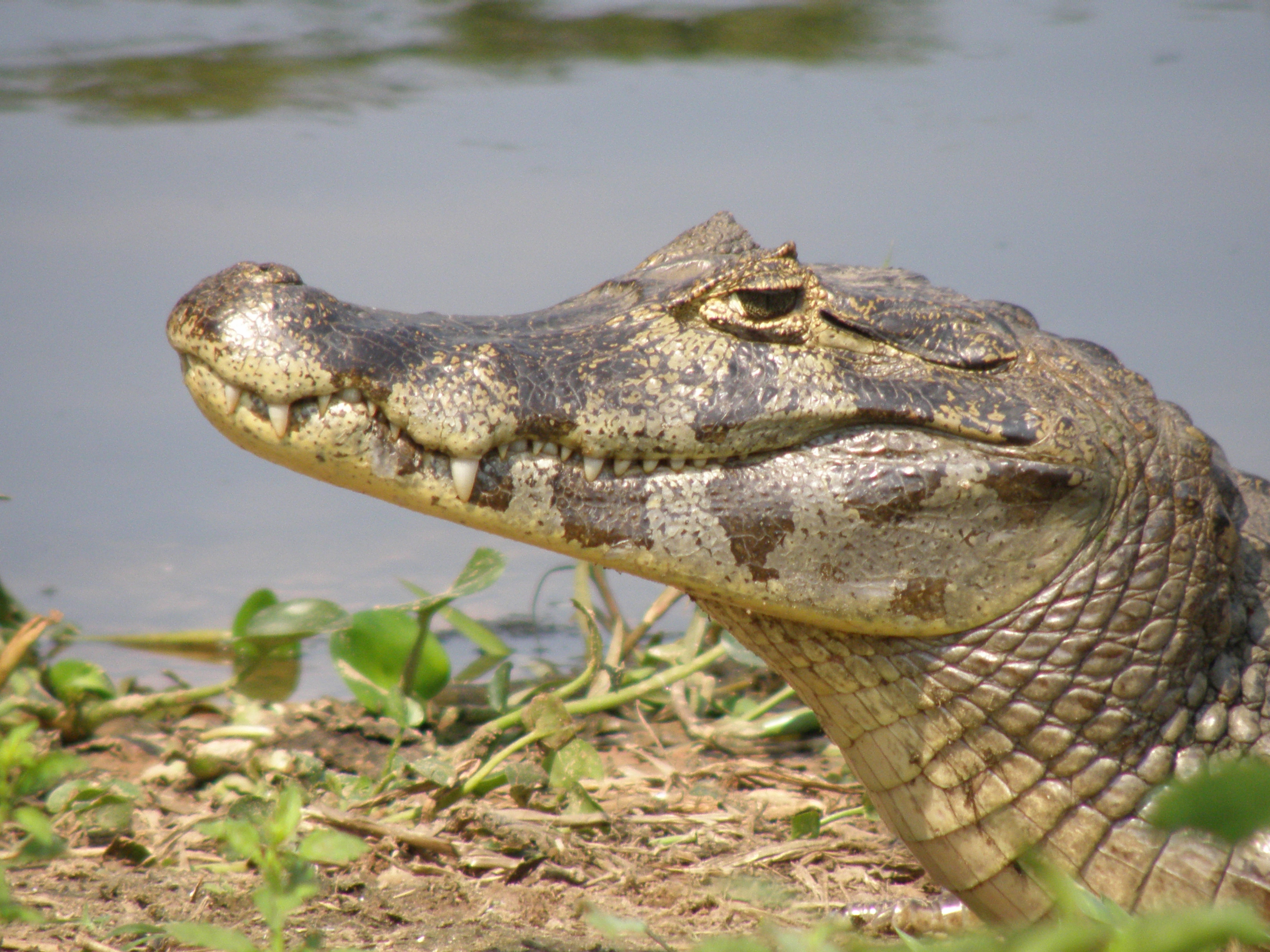
Tête de jacara à Piuval - Pantanal (Brésil)

## Répartition

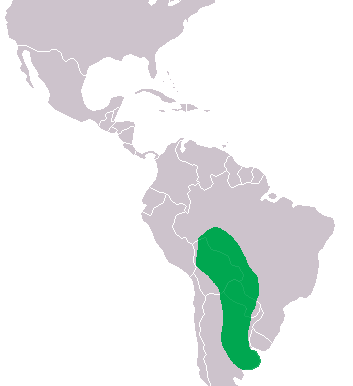

Cette espèce se rencontre en Amérique du Sud : dans le nord de l'Argentine, le Sud de la Bolivie, le Sud-Ouest du Brésil (Pantanal) et les rivières du Paraguay. On en trouve jusqu'au sud de la pampa argentine. On estime le nombre d'individus entre 15 et 35 millions.

## Taxinomie
L'espèce Caiman yacare a été tout d'abord décrite en 1801 par le naturaliste espagnol Félix de Azara mais sans lui donner de nom binominal. Sur la base de cette description, le zoologiste français François Marie Daudin a nommé cette espèce en 1802 sous le protonyme Crocodilus yacare, où l'épithète spécifique yacare se réfère au nom yacaré donné à l'animal par les Guaranis selon Félix de Azara.

## Liste des sous-espèces
Selon The Reptile Database (24 janvier 2014) :
- Caiman yacare yacare (Daudin, 1802)
- Caiman yacare medemi Donoso, 1974

## Protection
Sa peau est utilisée en maroquinerie, et de ce fait, l'espèce a été l'objet de braconnage intense.

## Publications originales
- Daudin, 1802 : Histoire Naturelle, Générale et Particulière des Reptiles; ouvrage faisant suit à l'Histoire naturelle générale et particulière, composée par Leclerc de Buffon; et rédigee par C.S. Sonnini, membre de plusieurs sociétés savantes, vol. 2, F. Dufart, Paris, p. 1-432 (texte intégral).
- Donoso-Barros, 1974 : Contribucion al conocimiento de los cocodrilos de Bolivia Caiman yacare medemi nuevo Aligatorido. Boletín de la Sociedad de Biologia de Concepción, vol. 47, p. 131-143.